# Planet Pit
Planet Pit è il sesto album in studio del rapper Pitbull, pubblicato il 17 giugno 2011 dalla J Records. La produzione è stata gestita da una varietà di pop e hip hop tra cui produttori di David Guetta, RedOne, Dr. Luke, Jim Jonsin, e Soulshock. Musicalmente, l'album è stato creato con l'obiettivo che ogni canzone potrebbe essere un possibile singolo. L'album è un mix di merengue, freestyle, cha-cha-cha, Miami bass, hip hop e dancehall. Questo disco ha debuttato al numero sette nella Billboard 200, vendendo 55 000 copie nella sua prima settimana, e diventando per Pitbull il miglior debutto negli Stati Uniti.

## Promozione

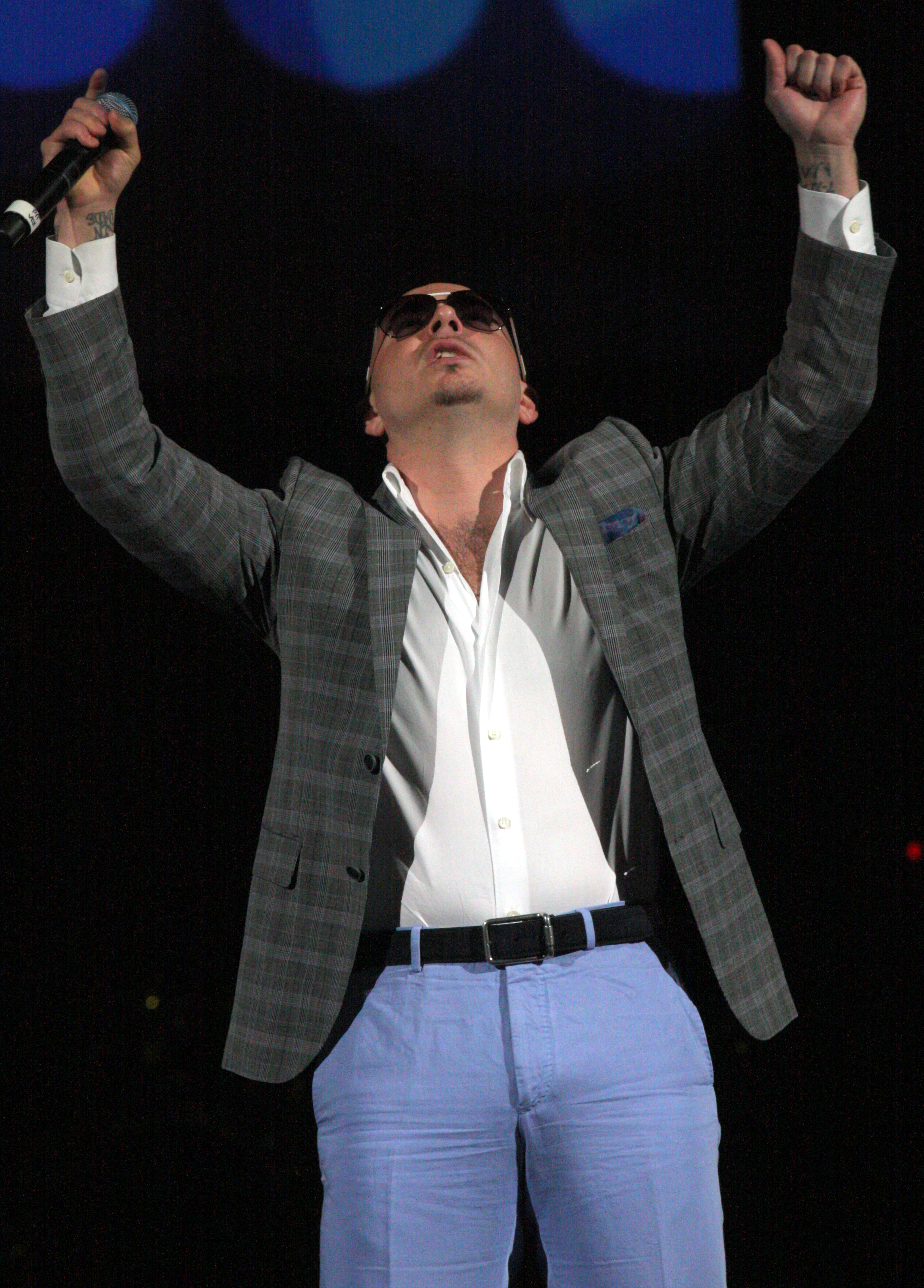
Pitbull in concerto nel 2011

- Il primo singolo estratto dall'album è stato Hey Baby (Drop It to the Floor) in coppia con T-Pain. È stato pubblicato il 14 settembre 2010, dalla J Records, con il suo corrispettivo video musicale.[21] Il singolo è arrivato alla posizione numero sette della Billboard Hot 100.[22]
- Il secondo brano pubblicato dall'album è stato Give Me Everything featuring Ne-Yo, Afrojack e Nayer. È stato pubblicato il 22 marzo 2011 dalla J Records. con il suo video musicale.[23] Questo brano ha avuto molto più successo del precedente singolo arrivando alla posizione numero 1 della Billboard Hot 100, e alla quattro della classifica italiana.[24]
- Il terzo singolo estratto dall'album è stato Rain Over Me featuring Marc Anthony. È stato pubblicato il 10 giugno 2011 come terzo singolo promozionale dell'album, per essere poi stato confermato come il terzo singolo ufficiale dall'album il 19 giugno 2011.[25][26] Ha debuttato alla numero 75 della Billboard Hot 100.[27]
- Il quarto singolo estratto dall'album è stato International Love featuring Chris Brown[28]. È stato diffuso il 16 novembre 2011. Il brano è stato inizialmente pubblicato il 29 maggio 2011 come il primo singolo promozionale dall'album.

## Accoglienza
Nella recensione di Us Magazine, Ian Drew ha dato all'album tre su cinque stelle e ha commentato: "Se vuoi un album pop di enorme successo in questi giorni, Planet Pit è quello che cercate". Ha concluso dicendo: "Così, naturalmente, il cubano Pitbull di 30 anni pubblica il suo sesto CD interamente composta da musica da club." Robert Copsey di Digital Spy ha dato all'album quattro su cinque stelle, dicendo:"con un'altra rosa impressionante di guest vocalist ingaggiate a bordo, tutte le canzoni dell'album possono diventare veri e propri singoli di enorme successo".

## Tracce
Edizione Standard
1. Mr. Worldwide (Intro) (feat. Vein) - 1:24
2. Give Me Everything (feat. Ne-Yo, Afrojack e Nayer) - 4:12
3. Rain Over Me (feat. Marc Anthony) - 3:51
4. Hey Baby (Drop It to the Floor) (feat. T-Pain) - 3:54
5. Pause - 3:00
6. Come N Go (feat. Enrique Iglesias) - 3:50
7. Shake Señora (feat. T-Pain e Sean Paul) - 3:34
8. International Love (feat. Chris Brown) - 3:47
9. Castle Made of Sand (feat. Kelly Rowland e Jamie Drastik) - 3:48
10. Took My Love (feat. Redfoo, Vein e David Rush) - 4:29
11. Where Do We Go (feat. Jamie Foxx) - 3:50
12. Something for the DJ's (feat. David Guetta e Afrojack) - 3:04

Edizione Deluxe
1. Mr. Right Now (feat. Akon) - 3:07
2. Shake Señora (Remix) (feat. T-Pain, Sean Paul and Ludacris) - 4:12
3. Oye Baby (feat. Nicola Fasano) - 2:55
4. My Kinda Girl (feat. Nelly) - 3:40

## Classifiche

### Classifiche settimanali
| Classifica (2011-25) | Posizione massima |
| -------------------- | ----------------- |
| Australia            | 5                 |
| Austria              | 3                 |
| Belgio (Vallonia)    | 39                |
| Belgio (Fiandre)     | 33                |
| Canada               | 4                 |
| Danimarca            | 39                |
| Francia              | 14                |
| Germania             | 6                 |
| Irlanda              | 18                |
| Italia               | 8                 |
| Lituania             | 59                |
| Norvegia             | 17                |
| Nuova Zelanda        | 10                |
| Paesi Bassi          | 26                |
| Paesi Bassi          | 26                |
| Regno Unito          | 11                |
| Spagna               | 5                 |
| Stati Uniti          | 7                 |
| Svezia               | 29                |
| Svizzera             | 2                 |

### Classifiche di fine anno
| Classifica (2011)  | Posizione |
| ------------------ | --------- |
| Austria            | 40        |
| Canada             | 24        |
| Germania           | 54        |
| Svizzera           | 28        |
| Ungheria           | 56        |
| Classifiche (2012) | Posizione |
| Australia          | 75        |
| Stati Uniti        | 123       |
| Classifica (2024)  | Posizione |
| Ungheria           | 82        |

## Date di pubblicazione
| Paese       | Data           | Formato               |
| ----------- | -------------- | --------------------- |
| Australia   | 17 giugno 2011 | CD, download digitale |
| Germania    | 17 giugno 2011 | CD, download digitale |
| Irlanda     | 17 giugno 2011 | CD, download digitale |
| Paesi Bassi | 17 giugno 2011 | CD, download digitale |
| Regno Unito | 20 giugno 2011 | CD, download digitale |
| Stati Uniti | 21 giugno 2011 | CD, download digitale |
| Danimarca   | 22 giugno 2011 | CD, download digitale |